# 英格兰足球纪录
本條目列舉英格蘭國內足球比賽的各種紀錄。所有紀錄截止於2024—25年度球季。「頂級聯賽」一詞分別指1888－1992年的英格蘭甲組足球聯賽和1992年起的英格蘭超級足球聯賽。本條目括號內所列之聯賽級別均以當季的聯賽系統為準，詳見英格蘭足球聯賽及英格蘭足球聯賽系統條目。
如同一紀錄由多於一支球隊／一場比賽共同擁有，先以球隊／比賽所在聯賽等級排列，後以賽季先後排列。

## 聯賽
1888至1889年球季，首屆足球聯賽由十二支球隊組成，成為足球聯賽的創始成員，包括：阿克寧頓、布力般流浪、保頓、般尼、愛華頓、普雷斯頓、阿士東維拉、打比郡、諾士郡、史篤城、西布朗以及狼隊。
四年後，為1892-93賽季新增了乙級聯賽，這使得足球聯賽現在成為甲級聯賽，接下來的一百年成為國內頂級聯賽。南部聯賽於1920年成為丙級聯賽。隔年成立北部聯賽，成為丙級北區聯賽。1958年，各區域聯賽合併為丙級聯賽和乙級聯賽。北部和南部聯賽的前12支球隊組成丙級聯賽，而各聯賽的後12支球隊組成新的乙級聯賽。
歷年來只有九支球隊在聯賽冠軍榜上達到兩位數，利物浦和曼聯領先追趕。五支球隊成功贏得所有四個級別冠軍，七支球隊則需要頂級冠軍來完成全套榮譽。盧頓鎮在2014年贏得全國聯賽冠軍，實現四個級別冠軍（不包括頂級）。
| 排名 | 球會       | 第一級別聯賽： 英超 | 第二級別聯賽： 冠軍聯賽 | 第三級別聯賽： 英甲 | 第四級別聯賽： 英乙 | 總計 |
| ---- | ---------- | ------------------- | ----------------------- | ------------------- | ------------------- | ---- |
| 1    | 利物浦     | 20                  | 4                       |                     |                     | 24   |
| 2    | 曼聯       | 20                  | 2                       |                     |                     | 22   |
| 3    | 曼城       | 10                  | 7                       |                     |                     | 17   |
| 4    | 阿森纳     | 13                  |                         |                     |                     | 13   |
| 5    | 桑德兰     | 6                   | 5                       | 1                   |                     | 12   |
| 6    | 狼队       | 3                   | 4                       | 3                   | 1                   | 11   |
| 7    | 阿士東維拉 | 7                   | 2                       | 1                   |                     | 10   |
| 8    | 埃弗顿     | 9                   | 1                       |                     |                     | 10   |
| 9    | 莱斯特城   | 1                   | 8                       | 1                   |                     | 10   |
| 10   | 谢周三     | 4                   | 5                       |                     |                     | 9    |

| 排名 | 球會       | 級別 1： 英超聯賽 | 級別 2： 冠軍聯賽 | 級別 3： 甲級聯賽 | 級別 4： 乙級聯賽 |
| ---- | ---------- | ----------------- | ----------------- | ----------------- | ----------------- |
| 1    | 狼队       | 3                 | 4                 | 3                 | 1                 |
| 2    | 伯恩利     | 2                 | 4                 | 1                 | 1                 |
| 3    | 普雷斯顿   | 2                 | 3                 | 2                 | 1                 |
| 4    | 朴茨茅斯   | 2                 | 1                 | 3                 | 1                 |
| 5    | 谢菲尔德联 | 1                 | 1                 | 1                 | 1                 |

| 排名 | 球會       | 第二級別： 冠軍聯賽 | 第三級別： 甲級聯賽 | 第四級別： 乙級聯賽 |
| ---- | ---------- | ------------------- | ------------------- | ------------------- |
| 1    | 諾士郡     | 3                   | 2                   | 3                   |
| 2    | 格林斯比镇 | 2                   | 3                   | 1                   |
| 3    | 雷丁       | 2                   | 3                   | 1                   |
| 4    | 布伦特福德 | 1                   | 2                   | 3                   |
| 5    | 盧頓       | 1                   | 3                   | 1                   |
| 6    | 米尔沃尔   | 1                   | 3                   | 1                   |
| 7    | 卡迪夫城   | 1                   | 1                   | 1                   |

在1919-20賽季，即第一次世界大戰後的第一個賽季，阿仙奴儘管在戰前最後一個賽季僅獲得第二級聯賽第五名，卻在爭議聲中被選入第一級聯賽。自那時起他們一直留在頂級聯賽至今。阿仙奴曾在1903-04賽季獲得過升級資格，直到1912-13賽季墊底降級。其他俱樂部也曾通過選舉進入第一級聯賽。布萊克本流浪和紐卡素在1898年，伯恩利和諾士郡在1905年，以及切爾西（與阿仙奴一起）在1919年也被選入頂級聯賽。布萊克本流浪後來在1938-39賽季贏得第二級聯賽冠軍，紐卡素在1947-48賽季獲得亞軍。諾士郡在1913-14賽季成為第二級聯賽冠軍，而伯恩利則在1923-24賽季獲得亞軍。在1929-30賽季，切爾西位居布萊克浦之後獲得亞軍。阿仙奴至今仍保持著一項不光彩的記錄，他們是唯一一支自1919-20賽季被選入頂級聯賽以來，從未通過聯賽排名獲得頂級聯賽資格的球隊。
擁有連續賽季紀錄的阿仙奴遠遠領先其他曾降班的球會。埃弗頓在1953-54賽季，在乙組聯賽效力三年，最終以亞軍之姿負於李斯特城。鄰近的利物浦，在離開甲組聯賽八年後，於1961-62賽季贏得乙組聯賽冠軍。曼聯在1973-74賽季排名倒數第二後，於1974-75賽季迅速重返甲組聯賽。這將是曼聯在英超成立前最後一次贏得聯賽冠軍，也是自二次大戰結束以來，他們唯一一次離開甲組聯賽。熱刺亦曾效力乙組聯賽一個賽季；與曼聯相似，這也是他們自1950年以來唯一一次離開甲組聯賽。在1976-77賽季，熱刺以72個失球排名墊底；翌季在乙組聯賽排名第三，成功重返甲組聯賽。車路士自1989年贏得乙組聯賽冠軍後一直留在頂級聯賽，而曼城則自2002年升班為甲組聯賽（第2級）冠軍後一直留在頂級聯賽。1998-99賽季，曼城在附加賽決賽以互射十二碼擊敗吉林漢後，升班至乙組聯賽（現稱英甲）。翌季曼城在甲組聯賽（現稱英冠）以亞軍之姿負於查爾頓，然後在2001年降班後立即重返甲組聯賽，並贏得第七個乙組聯賽冠軍。
沒有任何一支英格蘭足球俱樂部能夠聲稱自己從未離開過頂級聯賽。共有65支足球俱樂部曾在頂級聯賽中征戰，其中六支俱樂部直接參加頂級聯賽，而其餘俱樂部（除了阿仙奴）都曾從第二級聯賽中成功升級。格洛索普（1899－1900）、萊頓東方（1962－63）、（1965－66）、（1974－75）、（1993－94）和（1997－98）僅在頂級聯賽中完成過一個賽季。在頂級聯賽中征戰賽季最多的俱樂部是埃弗頓，他們即將迎來第121個頂級聯賽賽季（總共125個聯賽賽季）。利物浦市一直有球隊在足球頂級聯賽中征戰。雖然埃弗頓在1930年遭遇降級，但利物浦仍然留在頂級聯賽，而埃弗頓在一年後立即重返頂級聯賽。在1951年至1954年間經歷三年的第二級聯賽後，埃弗頓成功升級至頂級聯賽，並與降級的利物浦互換位置；直到八年後，比爾·香克利帶領利物浦從第二級聯賽中升級。
| 排名 | 球會         | 總賽季 |
| ---- | ------------ | ------ |
| 1    | 埃弗顿       | 122    |
| 2    | 阿士東維拉   | 111    |
| 3    | 利物浦       | 110    |
| 4    | 阿森纳       | 108    |
| 5    | 曼聯         | 100    |
| 6    | 曼城         | 96     |
| 7    | 纽卡斯尔联   | 93     |
| 8    | 切尔西       | 90     |
| 9    | 托特纳姆热刺 | 90     |
| 10   | 桑德兰       | 87     |

* 甲組聯賽和超級聯賽，包括2024–25賽季
| 排名 | 球會         | 首個賽季 | 賽季  |
| ---- | ------------ | -------- | ----- |
| 1    | 阿森纳       | 1919–20  | 104** |
| 2    | 埃弗顿       | 1954–55  | 70    |
| 3    | 利物浦       | 1962–63  | 62    |
| 4    | 曼聯         | 1975–76  | 49    |
| 5    | 托特纳姆热刺 | 1978–79  | 46    |
| 6    | 切尔西       | 1989–90  | 35    |
| 7    | 曼城         | 2002–03  | 22    |
| 8    | 西汉姆联     | 2012–13  | 12    |
| 9    | 水晶宫       | 2013–14  | 11    |
| 10   | 布莱顿       | 2017–18  | 7     |
| 10   | 纽卡斯尔联   | 2017–18  | 7     |

* 甲組聯賽和超級聯賽，包括2023–24賽季
- 六個球季因第二次世界大戰而中斷，一個球季被放棄。

### 全國冠軍
自1888年英格蘭足球聯賽成立以來，共有24支不同足球俱樂部奪得過冠軍。一些俱樂部經常取得成功，而另一些則沒那麼幸運。2020年利物浦結束30年的等待再次成為聯賽冠軍，但這遠非歷史上等待最長的再次奪冠紀錄。普雷斯頓贏得前兩屆聯賽冠軍，但自1890年以來再也沒有奪冠。謝菲爾德聯在1898年贏得冠軍，但至今仍未迎來第二座冠軍獎盃，他們的鄰居谢周三比他們更晚奪冠，他們最近一次奪冠是在1930年，總共贏得過四次聯賽冠軍。哈德斯菲在1924年至1926年間完成三連冠，但近一個世紀過去了，他們仍未贏得第四座冠軍獎盃。
纽卡斯尔联距離上一次奪得全國冠軍已接近100年，而托特納姆熱刺已經63年沒有贏得任何聯賽冠軍。切爾西在2005年首次贏得英超冠軍之前等待了50年，儘管他們在1980年代曾兩次贏得次級聯賽冠軍。
曼城在2012年贏得聯賽冠軍之前經歷44年的冠軍荒。曼聯則有41年未能贏得頂級聯賽冠軍，但這段時間包括兩次世界大戰，期間失去11個賽季。與此同時，阿森納自1931年首次成為英格蘭冠軍以來，目前正處於最長的聯賽冠軍荒，他們上一次奪冠是在2004年。阿森納曾兩次經歷18年的冠軍荒，第一次是從1953年到1971年，第二次則持續到1989年。
在低級別聯賽中，萊斯特城以八次冠軍保持著次級聯賽奪冠次數最多的紀錄。緊隨其後的是桑德蘭、谢周三和諾域治城，各獲得五次冠軍。第三級聯賽的紀錄保持者是普利茅夫，憑藉2022-23賽季的英甲冠軍，他們以六次奪冠獨占榜首，超越樸茨茅夫、布里斯托城、唐卡士打流浪、韋根和侯城。第四級聯賽的紀錄仍由車士打菲特保持，該紀錄自2013-14賽季延續至今。至於諾士郡、唐卡士打流浪、賓福特和，這四支球隊都曾三度奪得第四級聯賽冠軍。

#### 冠軍紀錄
- 奪冠次數：20次
  - 曼聯（1907－08、1910－11、1951－52、1955－56、1956－57、1964－65、1966－67、1992－93、1993－94、1995－96、1996－97、1998－99、1999－2000、2000－01，2002－03、2006－07、2007－08、2008－09、2010－11、2012－13）
  - 利物浦（1900–01、1905–06、1921–22、1922–23, 1946–47, 1963–64, 1965–66, 1972–73, 1975–76, 1976–77, 1978–79, 1979–80, 1981–82, 1982–83, 1983–84, 1985–86, 1987–88, 1989–90, 2019–20, 2024–25）
- 最长连冠次数：4連冠
  - 曼城 （页面存档备份，存于）（2020-21、2021-22、2022-2023、2023-2024）

#### 地區代表
- 來自同一个郡、同時於頂級聯賽作賽的球隊數目：9支，来自历史郡兰开郡（1919－20至1921－22的三个赛季）
  - 布莱克本、博尔顿、伯恩利、埃弗顿、利物浦、曼城、曼联、奥尔德姆和普雷斯顿。
  - 英超时代的纪录为2010－11赛季的8支球队，同样来自历史郡兰开郡范围内：布莱克本、博尔顿、伯恩利、埃弗顿、利物浦、曼城、曼联和维冈竞技。
- 來自同一城市、同時於頂級聯賽作賽的球隊數目：8支，来自倫敦（1989－90）
  - 、和
- 在顶级联赛中出场赛季最多的城市：利物浦
  - 英格兰职业联赛的所有赛季都有位于利物浦市的埃弗顿和利物浦两个俱乐部中的至少一支球队参与。

#### 勝出紀錄
- 累計勝出場數：2,234場
  - 曼聯[18]
- 累計頂級聯賽勝出場數：1,968場
  - 利物浦[19]
- 累計主場勝出場數：1,424場
  - 利物浦[18]
- 累計頂級聯賽主場勝出場數：1,262場
  - 利物浦[19]
- 累計客場勝出場數：815場
  - 曼聯[18]
- 累計頂級聯賽客場勝出場數：706場
  - 利物浦[19]
- 單季勝出場數：33場
  - （1946－47，丙組北部聯賽（第三級）；最終成績：42賽33勝6和3負）
- 頂級聯賽單季勝出場數：32場
  - 曼城（兩次，2017－18，超級聯賽；最終成績：38賽32勝4和2負； 2018－19，超級聯賽；最終成績：38賽32勝2和4負 )
  - 利物浦 ( 2019－20，超級聯賽；最終成績：38賽32勝3和3負 )
- 顶级联赛連勝場數：18場
  - 曼城（2017年8月26日－2017年12月27日；頂級聯賽紀錄）
  - 利物浦（2019年10月27日－2020年2月24日；頂級聯賽紀錄）
- 主場連勝場數：25場
  - 巴拉福特公園（1926－27，丙組北部聯賽（第三級））
- 頂級聯賽主場連勝場數：21場
  - 利物浦（1972年）
- 頂級聯賽客場連勝場數：12場
  - （2013年3月3日－2013年10月26日，英超（第一級））
- 單季最少勝出場數：1場
  - （2007－08，英超（第一級）；最終成績：38賽1勝8和29負）
  - 拉夫堡（1899－1900，乙組聯賽（第二級）；最終成績：34賽1勝6和27負）
- 單季主場全勝：
  - ：13場（1891－92，甲組聯賽（第一級））
  - 利物浦：14場（1893－94，乙組聯賽（第二級））
  - ：15場（1894－95，乙組聯賽（第二級））
  - ：17場（1899－1900，乙組聯賽（第二級））
  - 小希夫（Small Heath，前身）：17場（1902－03，乙組聯賽（第二級））
  - ：21場（1929－30，丙組南部聯賽（第三級））

#### 賽和紀錄
- 累計頂級聯賽賽和場數：1,145場
  - 艾佛頓[19]
- 單季賽和場數：23場[20]
  - （1978－79，甲組聯賽（第一級），共賽42場）
  - （1997－98，乙組聯賽（第三級），共賽46場）
  - （1997－98，乙組聯賽（第三級），共賽46場）
  - （1986－87，丁組聯賽（第四級），共賽46場）
- 連和場數：8場[20]
  - （1970－71，乙組聯賽（第二級））
  - （2005－06，英冠（第二級））
  - （2008－09，英冠（第二級））
  - （1969－70，乙組聯賽（第三級））
  - （1990－91，丙組聯賽（第三級）)
  - （2005－06，英甲（第三級））
  - （1971－72，丁組聯賽（第四級））
- 連續沒有賽和場數：31場
  - 熱刺（2018年4月22日－2019年2月23日，英超（第一級））
- 連續非 0－0 賽果場數：156場
  - （2009－13，英冠（第二級））

#### 落敗紀錄
- 累計頂級聯賽落敗場數：1,561場
  - 艾佛頓[19]
- 單季落敗場數：34場
  - （1997－98，丙組聯賽（第四級），最終成績：46賽4勝8和34負）
- 最少落敗場數：0場（全季不敗）[21]
  - （1888－89，甲組聯賽（第一級），最終成績：22賽18勝4和0負）
  - （2003－04，英超（第一級），最終成績：38賽26勝12和0負）

#### 積分紀錄
- 累計最多頂級聯賽積分球隊：利物浦[22]
- 單季最高積分（2分制）：74分
  - 林肯城（1975－76，丁組聯賽（第四級））
- 單季最高積分（3分制）：106分
  - 雷丁（2005－06，英冠（第二級））
- 單季頂級聯賽最高積分（2分制，每季42場）：68分
  - 利物浦（30勝8和4負）（1978－79，甲組聯賽（第一級））
- 單季頂級聯賽最高積分（3分制，每季42場）：92分
  - 曼聯（27勝11和4負）（1993－94，英超（第一級））
- 單季頂級聯賽最高積分（3分制，每季38場）：100分
  - 曼城，(32勝4和2負)（2017－18，英超（第一級））
- 單季聯賽最低積分（2分制）：8分
  - 拉夫堡（1勝6和27負）（1899－1900，乙組聯賽（第二級））
  - ，3勝2和29負（1904－05，乙組聯賽（第二級））
- 單季聯賽最低積分（3分制）：11分
  - ，1勝8和29負；同時為頂級聯賽單季勝仗最少紀錄（2007－08，英超（第一級））
- 單季聯賽降班球隊最高積分（2分制）：41分
  - （1972－73，丙組聯賽（第三級）)
- 單季聯賽降班球隊最高積分（3分制）：54分
  - 紹森德（1988－89，丙組聯賽（第三級）)
  - （2012－13，英冠（第二級））

#### 不敗紀錄

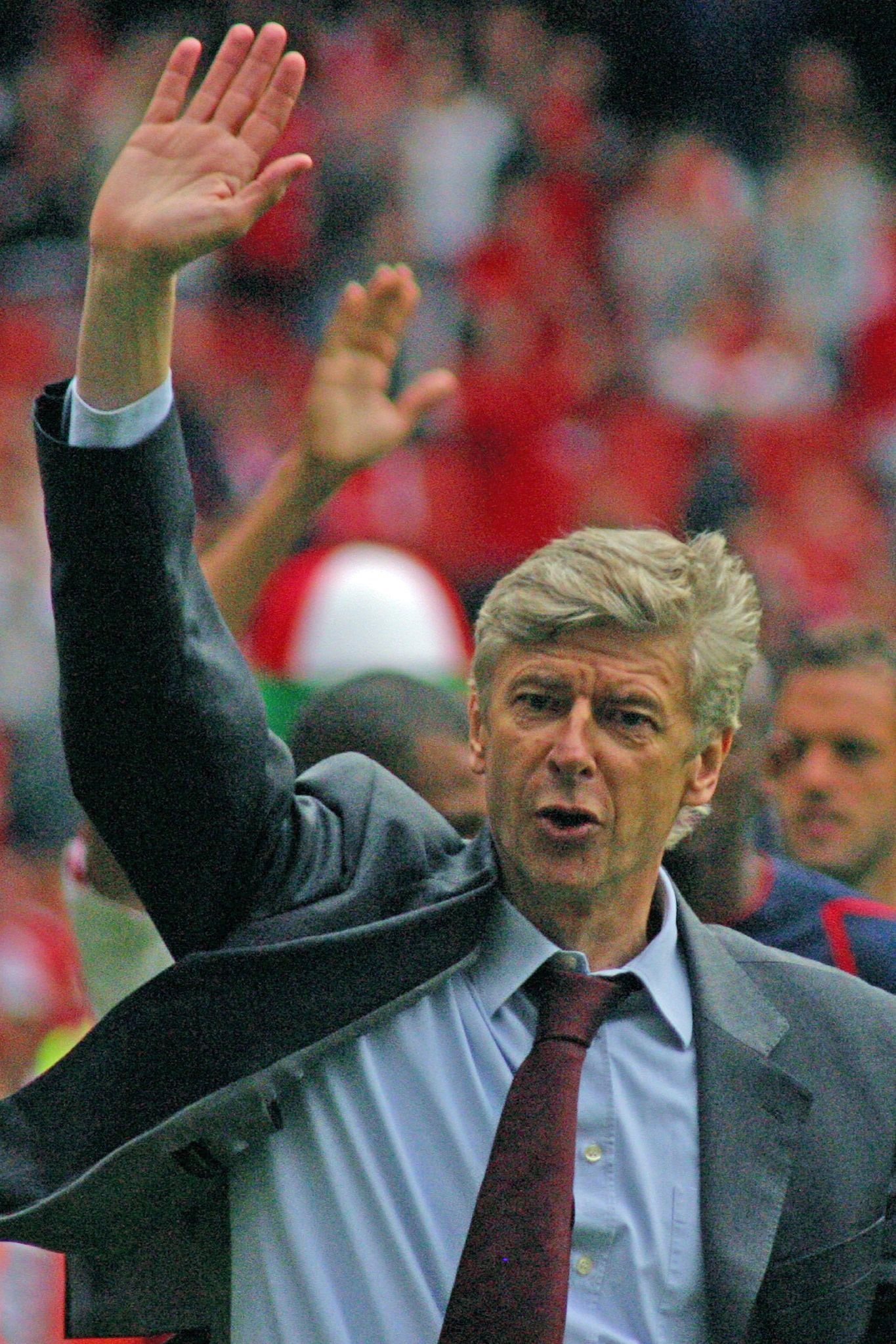
阿尔森·温格帶領阿森纳以不敗姿態橫掃2003－04賽季英超

- 聯賽連續不敗紀錄：49場
  - （2003年5月7日－2004年10月24日，英超（第一級））[23]
- 聯賽主場連續不敗紀錄：86場
  - （2004年3月20日－2008年10月26日，英超（第一級））[24]
- 聯賽作客連續不敗紀錄：29場
  - 曼聯（2020年2月17日－2021年10月16日，英超（第一級））[25]

#### 不勝紀錄
- 聯賽連續不勝紀錄：38場
  - （2007年9月22日－2008年9月13日，英超（第一級）／英冠（第二級））

#### 對壘紀錄
- 聯賽中次數最多的對壘：206場
  - 對艾佛頓；如包含其他比賽，共220場

#### 入球紀錄

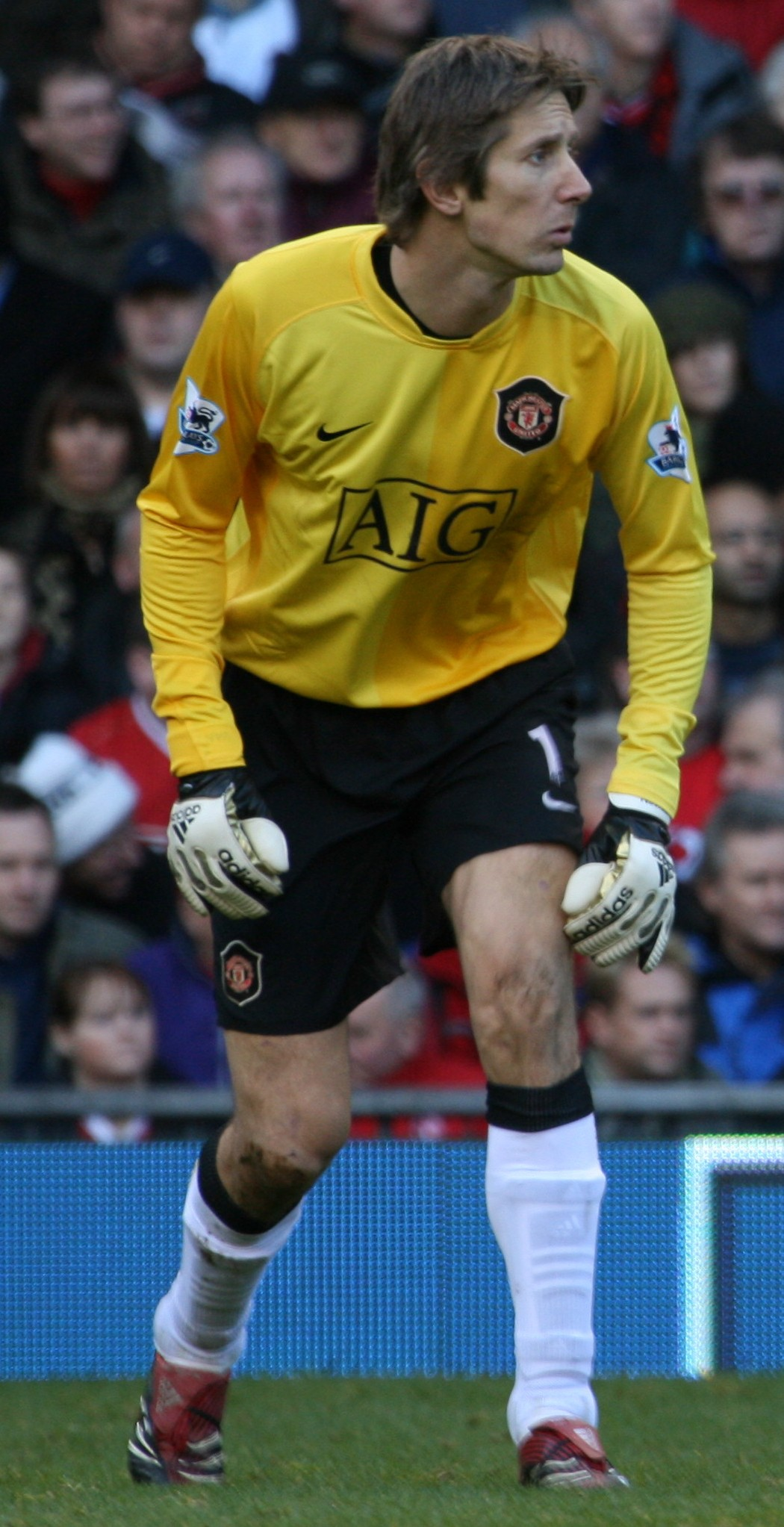
范德萨曾連續1,311分鐘（即約14.5場比賽的時間）保持不失

- 單季聯賽最多入球：134球
  - （1960－61，丁組聯賽（第四級））[26]
- 單季頂級聯賽最多入球：128球
  - （1930－31，甲組聯賽（第一級））[27]
- 累計頂級聯賽最多入球：7,071球
  - 艾佛頓[19]
- 單季聯賽主場最多入球：87球
  - （1927－28，丙組北部聯賽（第三級））[26]
- 單季聯賽客場最多入球：60球
  - （1930－31，甲組聯賽（第一級））[26]
- 單季聯賽最少入球：18球
  - 拉夫堡（1899－1900，乙組聯賽（第二級））
- 單季頂級聯賽最少入球：20球
  - （2007－08，英超（第一級））
- 單季聯賽主場最少失球：7球
  - 曼聯（2007－08，英超（第一級））
- 單季聯賽最多失球：141球
  - 達雲（1898－99，乙組聯賽（第二級））
- 單季頂級聯賽最多失球：125球
  - （1930－31，甲組聯賽（第一級））
- 累計頂級聯賽失球：6,311球
  - 愛華頓
- 單季聯賽主場失球：63球
  - （1931－32，丙組北部聯賽（第三級））
- 單季聯賽客場失球：109球
  - 達雲（1898－99，乙組聯賽（第二級））
- 單季頂級聯賽最大得失球差：+79球
  - 曼城（2017－18，英超（第一級））
- 單季同一守門員失球：85球
  - （2013－14）
- 單季聯賽最少失球：15球
  - （1888－89，甲組聯賽（第一級））
  - （2004－05，英超（第一級））
- 單季最低失球率：平均每場0.381球
  - 利物浦（1978－79，甲組聯賽（第一級））
    - 數據為42場聯賽失16球。雖然切爾西在2004－05賽季中僅失15球，但由於為38場制，失球比率為0.395，比利物浦為高
- 連續入球場數：55場
  - （2001年5月19日－2002年11月30日，英超（第一級））[28]
- 連續無入球場數：11場
  - （1919－20，乙組聯賽（第二級））
  - （1992－93，乙組聯賽（第三級））[26]
- 單日比賽入球總數：209球
  - 共44場賽事，當中包括9個帽子戲法和3個「四喜臨門」，還有諸如 12－0 、 5－6 等的注目比分。整天只有一場沒有入球的和局： 0－0 （1936年2月1日）

#### 入座人數紀錄
- 入座人數紀錄：83,260人
  - 曼聯對（曼彻斯特市緬因路球場，1948年1月17日）

#### 比分紀錄
- 最大比分差距：13－0
  -  13－0 新港郡（1946年10月5日，乙組聯賽（第二級））
  -  13－0 哈利法克斯（1934年1月6日，丙組北部聯賽（第三級））[29]
- 頂級聯賽最大比分差距：12－0
  -  12－0 达温（英语：Darwen F.C.）（1892年4月4日，甲組聯賽（第一級））[30]
  -  12－0 莱斯特城（1909年3月21日，甲組聯賽（第一級））[30]
- 最大比分差距作客勝仗：10球
  -  0－10 （1892年12月10日，乙組聯賽（第二級））
- 頂級聯賽最大比分差距作客勝仗：9球
  - 修咸頓 0－9 莱斯特城 (2019年10月25日，英超聯賽（第一級）)
- 單場入球總數：17球
  -  13－4 （1935年12月26日，丙組北部聯賽（第三級））
- 最多入球和局：6－6
  - 莱斯特城 6－6 （1930年4月21日，甲組聯賽（第一級））[31]
  -  6－6 （1960年10月22日，乙組聯賽（第二級））[32]
- 以雙位數字入球勝出場數：5場，（全為乙組聯賽（第二級）比賽）
  - 以12－0勝（1892年12月17日）
  - 以10－2勝（1894年3月17日）
  - 以10－1勝（1901年3月2日）
  - 以12－0勝（1903年4月11日）
  - 以11－1勝格洛索普（1915年1月6日）
- 落敗球隊最高入球數字：6球
  - 以6－7負於（1957年12月21日）

#### 犯規紀錄
- 單場比賽紅牌數目：
  - 6面－
    -  3－3 （2012年3月27日，全部於球證鳴笛完場後出示）

  - 5面－
    -  2－3  （1997年2月22日）
    -  1－4 （1997年12月2日）
    -  3－2 （2002年12月23日）
- 個人生涯紅牌數目：13面
  - 羅伊·麥當奴（英语：Roy McDonough）（先後效力於、紹森德）[33][34]
  - 史提夫·禾殊（英语：Steve Walsh (footballer)）（先後效力於和莱斯特城）[33][34]
- 最快出示的紅牌：開賽後13秒
  - 奇文·派士文（英语：Kevin Pressman）（對，2000年8月13日）[35]
- 最快出示的黃牌：開賽後3秒
  - 維尼·瓊斯（代表對，1992年3月21日）
  - 巧合的是，正是他上季的東家
- 後備上場後最快被出示的紅牌：0秒
  - 禾達·波爾特（英语：Walter Boyd）（2000年3月12日）
  - 基夫·基利士比（英语：Keith Gillespie）（2007年1月20日）
  - 兩位球員都是在後備上場但比賽還未重新開始前便肘擊或者推撞對方球員，立即被出示紅牌

#### 轉會費紀錄
- 最高轉會費：1億4千萬鎊
  - 菲利普·庫迪尼奧，由利物浦轉會至巴塞隆納（2018年1月6日）

#### 其他紀錄
- 升班至頂級聯賽後的即季最高排名：第1位
  - 利物浦（1905－06）
  - 艾佛頓（1931－32）
  - （1950－51）
  - （1961－62），同時是他們首度升班頂級聯賽
  - （1977－78）
- 頂級聯賽中以負得失球差所獲得的季終最高排名：第3位
  - 班來（1898－99），得45球失47球，得失球差為－2
  - （1992－93），得61球失65球，得失球差為－4；他們更是唯一一支在聖誕期間高踞榜首而季末得失球差為負數的球隊

### 個人紀錄

#### 出賽紀錄

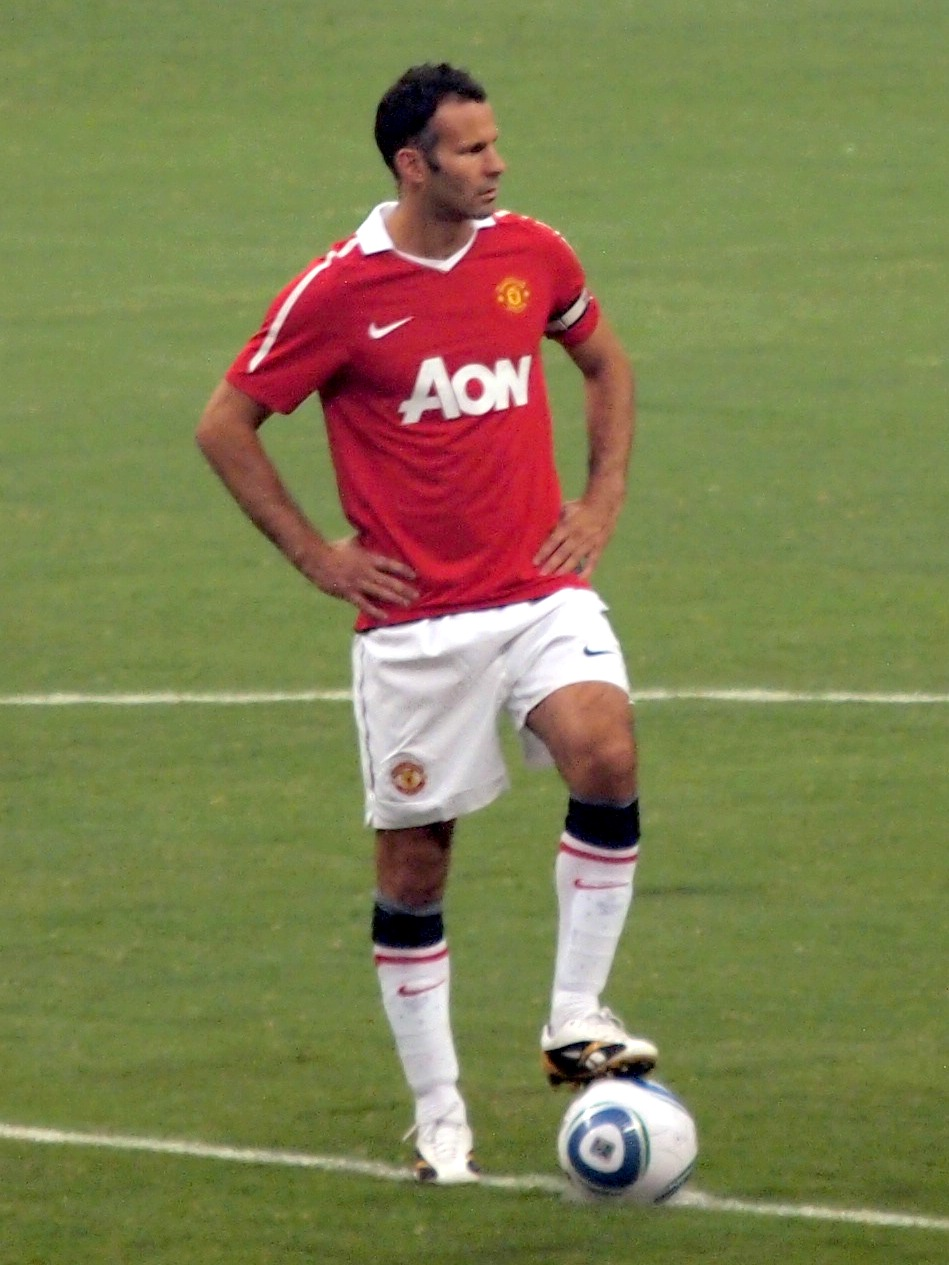
吉格斯征戰英超超過20年，現為曼聯助教

- 上陣場數：1,005場（其中849場為頂級聯賽）
  -  （1966－97）[36]，曾先後代表莱斯特城、博爾頓、和出賽
- 非守門員上陣場數：931場
  - 東尼·福特（英语：Tony Ford (footballer born 1959)）（1975－2002），曾先後代表、和出賽
- 為同一球會上陣場數：770場
  - 約翰·特羅洛普（英语：John Trollope (footballer)），（1960－80）
- 為同一球會於頂級聯賽上陣場數：672場
  - ，曼聯（1990－2014）
- 聯賽連續上陣場數：375場
  - 哈羅德·貝爾（英语：Harold Bell (footballer)），（1946－55，如加上期間26場足總杯比賽，共401場連續出賽）
- 最年長上陣球員：尼爾·麥賓，51歲又20天
  - 於1947年代表新白禮頓出戰
- 最年輕上陣球員：魯賓·諾貝爾-拉薩魯斯（英语：Reuben Noble-Lazarus），15歲又45天
  - 於2008年9月30日代表出戰[37]

#### 入球紀錄
- 生涯聯賽入球總數：434球
  - 阿瑟·羅利（英语：Arthur Rowley），為、莱斯特城和出賽共619場（1946－65）
- 生涯頂級聯賽入球總數：357球
  - ，為、和出賽共516場（1957－71）
- 單季入球：60球
  - ，為艾佛頓出賽共39場，場均1.54球（1927－28）
- 單場入球：10球
  - 祖·披尼（英语：Joe Payne (footballer)），代表對（1936年4月13日）
- 頂級聯賽單場入球：7球
  - 特德·德雷克（英语：Ted Drake），代表作客對 （1935年12月14日）[38]
- 最快入球：3.5秒
  - 哥連·郭伯偉（英语：Colin Cowperthwaite），代表對（1979）[39]
- 聯賽處子上陣最快入球：7秒
  - 弗雷迪·伊士活（英语：Freddy Eastwood），代表紹森德對（2004年10月16日）
- 最快完成帽子戲法：2分20秒
  - 占士·希達，代表伯恩茅斯對域斯咸（2004年2月23日）
- 後備上場最快入球：1.8秒
  - ，代表對（2007年12月22日）
- 單季最多烏龍球：5個
  - 波比·史釗活（英语：Bobby Stuart），（1934－35）
- 單季帽子戲法：9次
  - 佐治·甘素尔（英语：George Camsell），（1926－27）
- 生涯帽子戲法總數：37次
  - ，和艾佛頓（1923－37）
- 守門員連續不失球時間：1,311分鐘
  - ，曼聯（2008－09）
  - 同時是歐洲紀錄
- 最年輕入球球員：朗尼·迪斯（英语：Ronnie Dix）
  - 15歲又180天，代表對（1928年3月3日）
- 最年輕完成帽子戲法球員：特拉華·法蘭西斯（英语：Trevor Francis）
  - 16歲又317天，代表對博爾頓（1971年2月20日）

## 足總杯

### 決賽紀錄

#### 球隊紀錄
- 奪冠最多次數：14次
  - 阿仙奴（1930、1936、1950、1971、1993、1998、1990、2002、2003、2005、2014、2015、2017、2020）
- 連冠次數：3次
  - 流浪足球會（1876、1877、1878）
  - 布萊克本流浪者（1884、1885、1886）
- 打進決賽最多次數：21次
  - 阿仙奴（1927、1930、1932、1936、1950、1952、1971、1972、1978、1979、1980、1993、1998、2001、2002、2003、2005、2014、2015、2017、2020）
- 未曾奪冠而打入決賽次數最多：2次
  - 昆士柏（1884、1885）、伯明翰（1931、1956）、水晶宮（1990、2016）
- 打進決賽而沒有敗陣次數：5次
  - 流浪足球會（1872、1873、1876、1877、1878）
- 最大比分勝仗：6球
  -  6－0 （1903）
  - 曼城 6－0 屈福特 （2019）
- 最多入球的決賽：7球
  - 布萊克本流浪者 6－1 （1890）
  -  4－3 博爾頓 （1953）
- 敗陣球隊最多入球：3球
  - 博爾頓 3－4 （1953）
  -  3－3 利物浦，加時後西漢姆聯於十二碼階段見負（2006）
- 決賽最多落敗次數：8次
  - 艾佛頓（1893、1897、1907、1968、1985、1986、1989、2009）
  - 曼聯 (1957, 1958, 1976, 1979, 1995, 2005, 2007, 2018)
  - 車路士 (1915, 1967, 1994, 2002, 2017, 2020, 2021, 2022)

#### 個人紀錄
- 奪冠次數：7次
  - ，分別代表（2002、2003、2005）和（2007、2009、2010、2012）取得冠軍
- 出戰決賽次數：9屆
  - 亞瑟·金納德，第11代金納德勳爵（英语：Arthur Kinnaird, 11th Lord Kinnaird），分別代表流浪足球會（1873、1875、1876、1877、1878）和伊頓舊生隊（英语：Old Etonians F.C.）（1879、1881、1882、1883）出戰足總杯決賽
- 單場決賽最多入球：3球
  - 比利·唐利（英语：Billy Townley），布萊克本流浪者（1890）
  - 占士·洛根（英语：James Logan (footballer)），（1894）
  - 史坦·摩天臣（英语：Stan Mortensen），（1953）
  - 拉希姆·斯特林，曼城 （2019）
- 累計決賽入球總數：5球
  - ，利物浦
- 在決賽入球次數：4屆
  - ，（2007、2009、2010、2012）
- 最快入球：25秒
  - ，代表艾佛頓對（2009）
- 最年輕上陣球員：
  - 17歲又119天，
- 最年輕入球球員：
  - 18歲又19天，曼聯
- 最年長上陣球員：比利·漢臣（英语：Billy Hampson）
  - 41歲又257天，代表紐卡素對（1924）

### 全盤紀錄
- 最大比分勝仗： 26－0 海德，正賽第1圈（1887年10月15日）
- 最大比分作客勝仗：克萊普頓（英语：Clapton F.C.） 0－14 
  - 正賽第一圈（1891年1月17日）
- 最高入座紀錄：126,047人
  - 博爾頓對，總決賽（1923年4月28日）
- 單季最多球隊競逐錦標：763隊（2011－12）
- 最長和局（重賽）紀錄：660分鐘（共6場）
  - 牛津城對艾華喬奇（英语：Alvechurch F.C.），結果艾華喬奇在第五次重賽以1－0勝出，資格賽第四圈（1971－72）
- 最長十二碼決勝負紀錄：20輪
  - 頓布列治（英语：Tunbridge Wells F.C.）對利度坎頓（英语：Littlehampton Town F.C.），結果頓布列治以16－15勝出，預賽重賽（2005年8月31日）
- 單季晉級圈數最多：9圈
  - 布萊頓，資格賽第1－4圈、正賽第1－5圈（1932－33）
  - 新白禮頓，預賽、第1－4圈資格賽、正賽第1－4圈 （1956－57）
  - 斯巴坦斯，資格賽第1－4圈、正賽第1－5圈（1977－78）
  - 哈爾羅城，預賽、資格賽第1－4圈、正賽第1－4圈( 1978－79）
- 單季比賽場數最多：13場
  - 比迪福德，預賽第1圈－1場、預賽第2圈－2場、預賽第3圈－5場、預賽第4圈－4場、正賽第1圈－1場（1974－75）
- 最快入球：4秒
  - 加里夫·莫里斯（英语：Gareth Morris (footballer)），代表阿斯頓聯對斯科梅斯達（2001年9月17日）
- 連續不敗：22場
  - 布萊克本流浪者（1884－86）
- 連續不敗（不包括十二碼敗陣）：29場
  - ，2009年1月至2013年4月14日期間29場足總杯比賽不敗，直至於2013年準決賽被以2－1淘汰為止。期間共贏得3次錦標（2009、2010、2012），射進63球，失14球，僅於2011年十二碼負於艾佛頓。2007年1月至2012年5月共6季足總杯中，他們只曾在法定跟加時時間內敗陣1次－2008年負於
- 最快完成帽子戲法：2分20秒
  - 安迪·洛克（英语：Andy Locke (footballer)），代表蘭杜維治鎮對特羅伊斯頓（1995－96）[40]
- 生涯入球總數：49球
  - 亨利·克薩姆（英语：Henry Cursham），（1877－88）
- 單季個人入球總數：19球
  - 占美·洛斯（英语：Jimmy Ross (footballer born 1866)），（1887－88）[41]
- 單場個人入球：9球
  - 泰德·麥杜哥（英语：Ted MacDougall），代表伯恩茅斯（1971）[42]
- 落敗球隊最多入球：7球
  - 杜爾維奇哈姆雷特 8－7 聖奥爾本斯，資格賽第四圈重賽（1922年11月22日）
  - 杜爾維奇哈姆雷特 7－7 威爾德斯通，資格賽第四圈（1929年11月16日）
- 最年輕上陣球員：安迪·艾科特（英语：Andy Awford），15歲又88天
  - 代表禾斯特城對波咸活，資格賽第三圈（1987－88）[43]
- 最年輕入球球員：桑恩·卡托（英语：Sean Cato），16歲又25天
  - 代表巴羅鎮（英语：Barrow Town）對羅斯威爾鎮（英语：Rothwell Town），（2011－12）[44]
- 正賽最年輕入球球員：喬治·威廉斯，16歲2個月又5天
  - 代表對蘭杜維治鎮（2011－12）

## 聯賽杯

### 決賽紀錄
- 奪冠次數：9次
  - 利物浦（1981、1982、1983、1984、1995、2001、2003、2012、2022）
- 連冠次數：4次
  - 曼城（2018、2019、2020、2021）
- 最大比數差距：5球
  -  5－0 （2013年）
- 最高入球紀錄（一場制）：5球
  -  3－2 （1967年）
  -  3－2 艾佛頓（1977年）
  -  3－2 （1979年）
  -  3－2 （1988年）
  -  3－2 利物浦（2005年）
  -  5－0 （2013年）
  - 曼聯 3－2 （2017年）
- 打進決賽次數：13次
  - 利物浦
- 個人奪冠次數：5次
  - ，利物浦（1980－81、1981－82、1982－83、1983－84、1994－95）
- 決賽落敗次數：5次
- 打進決賽但不勝次數：2次
  - 艾佛頓
  - 博爾頓
  - 新特蘭
  - 修咸頓
  - 紐卡素
- 奪冠球隊最低級別：第三級聯賽
  - （丙組聯賽）(1967年)
  - （丙組聯賽）(1969年)
- 打進決賽球隊最低級別：第四級聯賽
  - （丁組聯賽）(1962年)
  - （英乙）(2013年)
- 最快入球：45秒
  - ，代表利物浦對，最後以2－3落敗（2005）

### 全盤紀錄
- 單回合最大比數差距：10球
  -  10－0 ，第2圈次回合（1983年10月25日）
  - 利物浦 10－0 ，第2圈首回合（1986年9月23日）
- 兩回合合計最大比數差距：11球
  - 利物浦 13－2 ，首回合10－0，次回合3－2（1986）
  -  1－12 ，首回合1－2，次回合0－10 （1983）
  - 利物浦 11－0 ，首回合5－0，次回合6－0（1981）
  -  11－0 ，首回合8－0，次回合3－0（1987）
- 生涯入球總數：49球
  - ，和（1958－76）
  - ，利物浦和紐卡素（1980－98）
- 單場入球：6球
  - 法蘭奇·賓尼（英语：Frankie Bunn），代表對史卡博羅（英语：Scarborough F.C.），奧咸最終以7－0勝出比賽（1989年10月25日）
- 落敗球隊最多入球：5球
  - 雷丁 5－7 （2012年10月30日）
  -  5－5 利物浦，互射十二碼負4－5（2019年10月30日)

## 慈善盾／社區盾

### 決賽紀錄

#### 球隊紀錄
- 奪冠次數紀錄：21次（17次獨佔、4次共享）
  - 曼聯（1908、1911、1952、1956、1957、1965、1967、1977、1983、1990、
　　　1993、1994、1996、1997、2003、2007、2008、2010、2011、2013、
　　　2016）
- 打進決賽次數紀錄：30次
  - 曼聯（1908、1911、1948、1952、1956、1957、1963、1965、1967、1977、
　　　1983、1985、1990、1993、1994、1996、1997、1998、1999、2000、
　　　2001、2003、2004、2007、2008、2009、2010、2011、2013、2016）
- 最高入球紀錄：12球
  - 曼聯 8－4 （1911）
- 連續奪冠次數紀錄：4次
  - 艾佛頓（1984、1985、1986（共享）、1987）
- 連續落敗次數紀錄：4次
  - 曼聯（1998、1999、2000、2001）
- 連續出戰決賽次數紀錄：6次
  - 曼聯（1996、1997、1998、1999、2000、2001）

#### 個人紀錄
- 個人奪冠次數：9次（全為獨佔）
  - ，曼聯（1993、1994、1996、1997、2003、2007、2008、2010、2013）
- 個人出戰決賽次數：15次
  - ，曼聯（1993、1994、1996、1997、1998、1999、2000、2001、2003、2004、
　　　　　　　　2007、2008、2009、2010、2013）
- 個人落敗次數：6次
  - ，曼聯（1998、1999、2000、2001、2004、2009）
- 個人連續出戰決賽次數：6次
  - ，曼聯（1996、1997、1998、1999、2000、2001）

## 非聯賽級別紀錄
- 非聯賽球隊奪得聯賽杯次數：1次
  - ，決賽以3－1戰勝（1901）
- 非聯賽球隊勝聯賽球隊最大比數：6－1
  -  6－1 （1934－35年，第5圈）
  - 波士頓聯 6－1 （1955－56年，第2圈）
  -  6－1 （1957－58年，第2圈）
  -  6－1 新港郡（1970–71年，第1圈）
- 議會聯賽最大比數：9－0
  - 薩頓聯 9－0 盖茨黑德（1990年9月22日）
  -  9－0 （2004年2月27日）
  -  9－0  韋茅斯（2009年2月21日）
- 非聯賽比賽最高入座紀錄：53,262人
  - 對，英格蘭足總錦標決賽（2006－07）[45]
- 最大比數：7－9
  - 華盛頓日產 7－9 比寧咸（英语：Billingham Synthonia F.C.），英格蘭足總瓶第1圈（2001年10月20日）。法定時間中兩隊以 6－6 賽和，比寧咸於加時連入3球，華盛頓日產追回1球，但無法挽回敗勢，結果以 7－9 落敗
- 連續不敗：78場
  - ，2003年2月26日至2004年12月4日期間連續78場聯賽取得不敗，令他們7個球季內4次升班，並稱霸聯合郡制聯賽超聯組；這亦是全英格蘭成人級別足球的紀錄。
- 聯賽連續落敗：65場
  - 活福特聯（英语：Woodford United F.C.），2012－13賽季42場聯賽全敗，1分未取的情況下自南部聯賽甲組（中部）降班，之後再在聯合郡制聯賽輸掉23場賽事後，最終在2013年11月2日作客 2－1 擊敗黑石，結束這個尷尬的紀錄。

## 其他紀錄
- 連續勝出十二碼決勝紀錄：9次
  -  [46]

## 獲得錦標總數（1871－至今）

### 球會錦標統計
最後更新於2024年8月10日，隨著曼城贏得2024年英格蘭社區盾。
預設以錦標總數排列，請點擊其他排列按鈕以更改排列方式
| 英格蘭足總     | 英格蘭足總 | 英格蘭足總 | 英格蘭足總 | 英格蘭足總 | 英格蘭足總 | 英格蘭足總 |       |     |      |     |     |     |      |     |      |      |
| 球會           | PL         | FAC        | FLC        | FMC        | FACS       | 總數       | ICFC# | UCL | UCWC | UEL | USC | UIC | 總數 | IC* | FCWC | 總數 |
| -------------- | ---------- | ---------- | ---------- | ---------- | ---------- | ---------- | ----- | --- | ---- | --- | --- | --- | ---- | --- | ---- | ---- |
| 曼聯           | 20         | 13         | 6          | -          | 21         | 60         | 0     | 3   | 1    | 1   | 1   | 0   | 6    | 1   | 1    | 68   |
| 利物浦         | 19         | 8          | 10         | -          | 16         | 53         | 0     | 6   | -    | 3   | 4   | -   | 13   | 0   | 1    | 68^  |
|                | 13         | 14         | 2          | -          | 17         | 45         | 1     | -   | 1    | -   | -   | -   | 2    | -   | -    | 47   |
|                | 10         | 7          | 8          | –          | 7          | 32         | –     | 1   | 1    | –   | 1   | -   | 3    | –   | 1    | 36   |
|                | 4          | 8          | 5          | 2          | 4          | 23         | –     | 2   | 2    | 2   | 2   | –   | 8    | –   | 1    | 32   |
| 艾佛頓         | 9          | 5          | –          | –          | 9          | 23         | –     | –   | 1    | –   | –   | –   | 1    | –   | –    | 24   |
|                | 7          | 7          | 5          | –          | 1          | 20         | –     | 1   | –    | –   | 1   | 2   | 3    | –   | –    | 24   |
|                | 2          | 8          | 4          | –          | 7          | 21         | –     | –   | 1    | 2   | –   | –   | 3    | –   | –    | 24   |
| 紐卡素         | 4          | 6          | –          | –          | 1          | 11         | 1     | –   | –    | –   | –   | 1   | 2    | –   | –    | 13   |
|                | 1          | 2          | 4          | 2          | 1          | 10         | –     | 2   | –    | –   | 1   | –   | 3    | –   | –    | 13   |
|                | 3          | 4          | 2          | –          | 4          | 13         | –     | –   | –    | –   | –   | –   | –    | –   | –    | 13   |
| 布萊克本流浪者 | 3          | 6          | 1          | 1          | 1          | 12         | –     | –   | –    | –   | –   | –   | –    | –   | –    | 12   |
|                | 6          | 2          | –          | –          | 1          | 9          | –     | –   | –    | –   | –   | –   | –    | –   | –    | 9    |
|                | 4          | 3          | 1          | –          | 1          | 9          | –     | –   | –    | –   | –   | –   | –    | –   | –    | 9    |
|                | 3          | 1          | 1          | –          | 2          | 7          | 2     | –   | –    | –   | –   | –   | 2    | –   | –    | 9    |
|                | 1          | 5          | 1          | –          | 2          | 9          | –     | –   | –    | –   | –   | –   | –    | –   | –    | 9    |
| 莱斯特城       | 1          | 1          | 3          | –          | 1          | 6          | –     | –   | –    | –   | –   | –   | –    | –   | –    | 6    |
|                | 3          | 1          | –          | –          | 1          | 5          | –     | –   | –    | –   | –   | –   | –    | –   | –    | 5    |
| 樸茨茅斯       | 2          | 2          | –          | –          | 1          | 5          | –     | –   | –    | –   | –   | –   | –    | –   | –    | 5    |
| 班來           | 2          | 1          | –          | –          | 2          | 5          | –     | –   | –    | –   | –   | –   | –    | –   | –    | 5    |
|                | 1          | 4          | –          | –          | –          | 5          | –     | –   | –    | –   | –   | –   | –    | –   | –    | 5    |
| 流浪足球會     | –          | 5          | –          | –          | –          | 5          | –     | –   | –    | –   | –   | –   | –    | –   | –    | 5    |
| 博爾頓         | –          | 4          | –          | –          | 1          | 5          | –     | –   | –    | –   | –   | –   | –    | –   | –    | 5    |
|                | –          | 3          | –          | –          | –          | 3          | –     | –   | 1    | –   | –   | 1   | 2    | –   | –    | 5    |
|                | 2          | 2          | –          | –          | –          | 4          | –     | –   | –    | –   | –   | –   | –    | –   | –    | 4    |
|                | 2          | 1          | –          | –          | 1          | 4          | –     | –   | –    | –   | –   | –   | –    | –   | –    | 4    |
|                | 1          | 1          | –          | –          | –          | 2          | –     | –   | –    | 1   | –   | –   | 1    | –   | –    | 3    |
|                | –          | 2          | –          | –          | –          | 2          | –     | –   | –    | –   | –   | –   | –    | –   | –    | 2    |
| 伊頓舊生足球會 | –          | 2          | –          | –          | –          | 2          | –     | –   | –    | –   | –   | –   | –    | –   | –    | 2    |
|                | –          | 1          | –          | –          | 1          | 2          | –     | –   | –    | –   | –   | –   | –    | –   | –    | 2    |
|                | –          | –          | 2          | –          | –          | 2          | –     | –   | –    | –   | –   | –   | –    | –   | –    | 2    |
|                | –          | –          | 2          | –          | –          | 2          | –     | –   | –    | –   | –   | –   | –    | –   | –    | 2    |
|                | –          | 1          | –          | –          | –          | 1          | –     | –   | –    | –   | –   | –   | –    | –   | –    | 1    |
| 布力般奧林匹克 | –          | 1          | –          | –          | –          | 1          | –     | –   | –    | –   | –   | –   | –    | –   | –    | 1    |
|                | –          | 1          | –          | –          | –          | 1          | –     | –   | –    | –   | –   | –   | –    | –   | –    | 1    |
|                | –          | 1          | –          | –          | –          | 1          | –     | –   | –    | –   | –   | –   | –    | –   | –    | 1    |
|                | –          | 1          | –          | –          | –          | 1          | –     | –   | –    | –   | –   | –   | –    | –   | –    | 1    |
| 克拉普咸       | –          | 1          | –          | –          | –          | 1          | –     | –   | –    | –   | –   | –   | –    | –   | –    | 1    |
|                | –          | 1          | –          | –          | –          | 1          | –     | –   | –    | –   | –   | –   | –    | –   | –    | 1    |
|                | –          | 1          | –          | –          | –          | 1          | –     | –   | –    | –   | –   | –   | –    | –   | –    | 1    |
| 嘉爾篤舊生     | –          | 1          | –          | –          | –          | 1          | –     | –   | –    | –   | –   | –   | –    | –   | –    | 1    |
| 牛津大學       | –          | 1          | –          | –          | –          | 1          | –     | –   | –    | –   | –   | –   | –    | –   | –    | 1    |
| 皇家工兵       | –          | 1          | –          | –          | –          | 1          | –     | –   | –    | –   | –   | –   | –    | –   | –    | 1    |
|                | –          | 1          | –          | –          | –          | 1          | –     | –   | –    | –   | –   | –   | –    | –   | –    | 1    |
|                | –          | 1          | –          | –          | –          | 1          | –     | –   | –    | –   | –   | –   | –    | –   | –    | 1    |
|                | –          | 1          | –          | –          | –          | 1          | –     | –   | –    | –   | –   | –   | –    | –   | –    | 1    |
|                | –          | –          | 1          | –          | –          | 1          | –     | –   | –    | –   | –   | –   | –    | –   | –    | 1    |
|                | –          | –          | 1          | –          | –          | 1          | –     | –   | –    | –   | –   | –   | –    | –   | –    | 1    |
| 牛津聯         | –          | –          | 1          | –          | –          | 1          | –     | –   | –    | –   | –   | –   | –    | –   | –    | 1    |
|                | –          | –          | 1          | –          | –          | 1          | –     | –   | –    | –   | –   | –   | –    | –   | –    | 1    |
|                | –          | –          | 1          | –          | –          | 1          | –     | –   | –    | –   | –   | –   | –    | –   | –    | 1    |
|                | –          | –          | 1          | –          | –          | 1          | –     | –   | –    | –   | –   | –   | –    | –   | –    | 1    |
|                | –          | –          | 1          | –          | –          | 1          | –     | –   | –    | –   | –   | –   | –    | –   | –    | 1    |
| 雷丁           | –          | –          | –          | 1          | –          | 1          | –     | –   | –    | –   | –   | –   | –    | –   | –    | 1    |
|                | –          | –          | –          | 1          | –          | 1          | –     | –   | –    | –   | –   | –   | –    | –   | –    | 1    |
| 布萊頓         | –          | –          | –          | –          | 1          | 1          | –     | –   | –    | –   | –   | –   | –    | –   | –    | 1    |
|                | –          | –          | –          | –          | –          | –          | –     | –   | –    | –   | –   | 1   | 1    | –   | –    | 1    |

粗體表示為奪得該錦標次數最多的英格蘭球會。

共享社區盾冠軍的兩隊球隊各算奪冠1次。
# 雖然國際城市博覽會盃非由歐洲足總舉辦，在此仍以前身的身份列於項下。

* 雖然由與共同舉辦，在此仍以前身的身份列於項下。

^ 雖然利物浦奪得67項錦標，但利物浦在1985-86年球季奪得了英格蘭超級盃的冠軍，因此利物浦共奪得68項錦標。

## 領隊紀錄

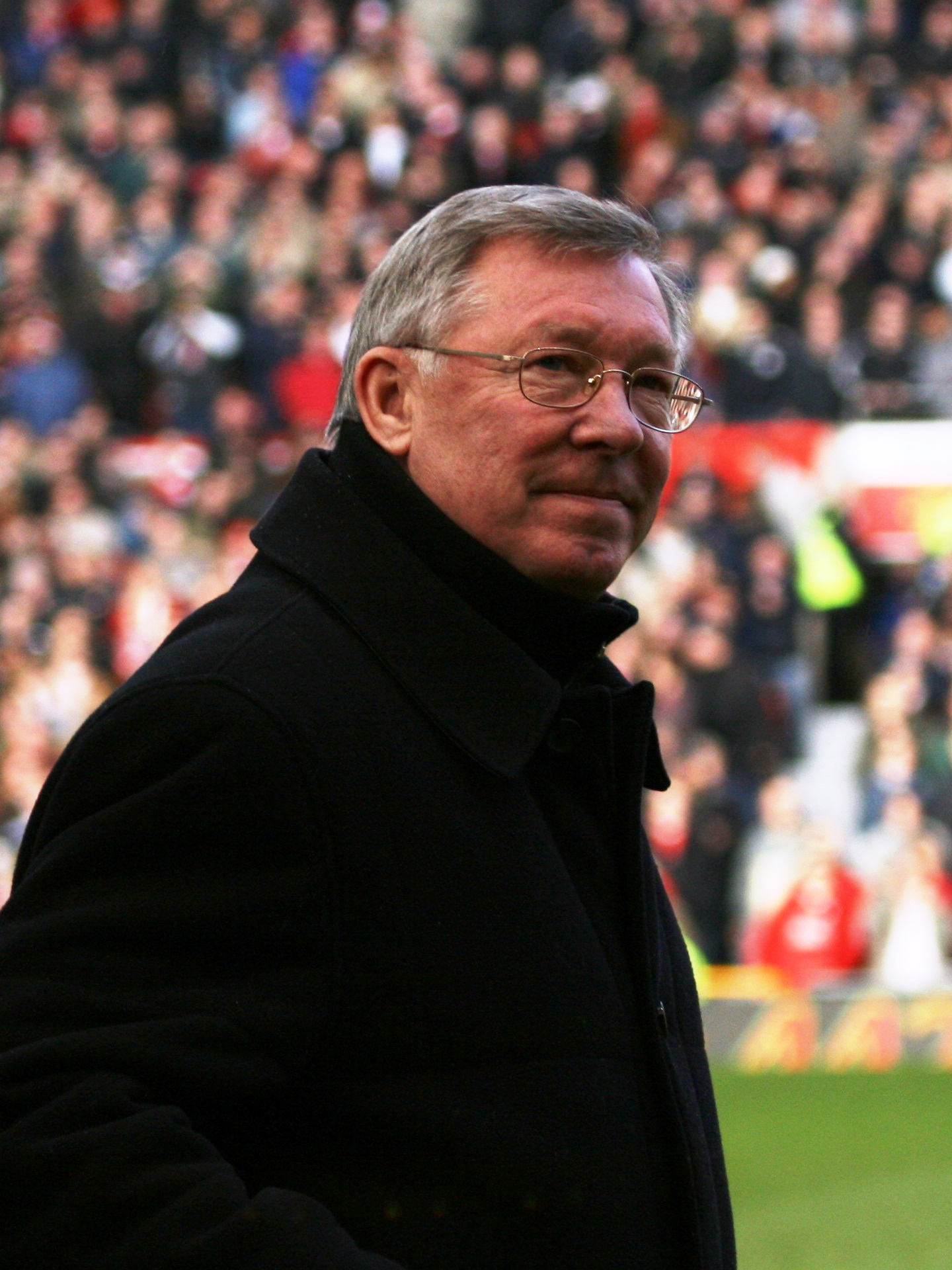
亚历克斯·弗格森爵士，英超時代最成功的領隊

- 執教同一球隊最長時間：46年
  - 佛列德·伊華斯（英语：Fred Everiss），領隊（1902－1948）[47]
- 執教同一球隊最短時間（看守領隊不計在內）：10分鐘
  - 利萊·羅仙尼亞（英语：Leroy Rosenior），領隊（2007年5月17日）[48]
- 贏得最多錦標：38個
  - 爵士，曼聯領隊
- 贏得最多聯賽冠軍：13個
  - 爵士，曼聯領隊
- 贏得最多足總杯冠軍：7個
  - 温格，阿森纳足球俱乐部領隊
- 贏得最多聯賽杯冠軍：4個
  - ，領隊
  - 爵士，曼聯領隊
- 贏得最多慈善盾／社區盾冠軍：10個（9個獨佔、1個共享）
  - 爵士，曼聯領隊
- 贏得最多／冠軍：2個
  - 爵士，曼聯領隊
- 贏得最多／冠軍：3個
  - ，利物浦領隊
- 贏得最多國際城市博覽會盃／歐洲盃賽冠軍盃／歐足總歐洲聯賽冠軍：2個
  - ，領隊
- 贏得最多頂級聯賽比賽：625場
  - 爵士，曼聯領隊[49]
- 贏得最多／比賽：110場
  - 爵士，曼聯領隊[49]

## 外部連結
- . Aboutaball.co.uk.   [2 December 2006]. （原始内容存档于6 January 2007）.